# Per Olsson i Hebergs Floagård
Per Olsson (känd som Per Olsson i Hebergs Floagård), född 1774 i Harplinge socken, död 1831, var en svensk bonde och riksdagsman. Senare i livet kallade sig Per Olsson ibland Hallander.

## Biografi
Per Olsson var född i Harplinge men gifte sig till Floagården i Heberg, Årstads socken. Per Olsson var ledamot av bondeståndet för hela Hallands mellersta domsaga vid grundlagsriksdagen 1809/1810 och för Årstads härad vid riksdagen 1812. Huvudsakligen följde han övriga bondeståndets riksdagsledamöter i yrkanden om lättnader för de skatter som ålåg skattejord och utjämningar mellan skatte- och frälserättigheter. Han var dock en aktiv och självsäker riksdagsledamot och tvingade 1812 själve Anders Danielsson att dra tillbaka ett mindre väl genomtänkt förslag. 
Sin främsta insats gjorde han genom att driva frågan om de Tripska arvehemmanen. År 1653 hade drottning Kristina pantsatt 357 mantal kronojord i Halland till den holländske köpmannen Adrian Trip. En del av dessa drogs in vid reduktionen men ännu under Per Olssons tid ägde arvingarna efter honom 198 mantal i Halland, vars räntor drogs in av en inspektor här och sändes till Nederländerna. Många av arrendatorerna hade mycket dåliga villkor och Per Olsson begärde att svenska staten skulle återlösa hemmanen för att ge arrendatorerna möjlighet att själva köpa loss sina hemman. Hans förslag kom inte att vinna gehör, annat än att staten efterhand kom att avsäga sig sin återlösningsrätt av hemmanen. Större delen av jorden kom dock under 1800-talet att säljas till svenskar. Han motionerade även om indragning av vad han såg som överflödiga ämbeten, bland annat skogsbetjäningen och motsatte sig inrättandet av veterinärstjänster i Halland som han såg som överflödiga.